# Generalisierte Epilepsie mit Fieberkrämpfen plus
Die Generalisierte Epilepsie mit Fieberkrämpfen plus, auch bekannt unter der aus dem Englischen kommenden Abkürzung GEFS+, ist ein Syndrom autosomal-dominanter Störungen, bei der betroffene Personen zahlreiche Epilepsiephänotypen zeigen können.
Kommt es bei Kleinkindern, mit einer Wahrscheinlichkeit von zumindest 5 % für zumindest einem Anfall, zu einem meistens harmlos verlaufenden Fieberkrampf, kann GEFS+ über die frühe Kindheit hinaus bestehen bleiben, d. h. über das Alter von 6 bis 7 Jahren hinaus.
Es wird angenommen, dass GEFS+ drei weitere Epilepsieerkrankungen umfasst: die schwere myoklonische Epilepsie im Kindesalter (Dravet-Syndrom, auch unter der Abkürzung SMEI bekannt), das mit dem Dravet-Syndrom eng verwandte Borderline-SMEI (auch unter der Abkürzung SMEB bekannt) und die unlösbare Epilepsie im Kindesalter (IEC).
Für Fieberkrämpfe gibt es sechs identifizierte genetische Chromosomenabschnitte, die mit ihrer englischen Abkürzung als FEB1 bis FEB6 durchnummeriert werden. Für GEFS+ scheint es eine gleich hohe Zahl von zugrundeliegenden genetischen Defekten zu geben.
Im Einzelnen sind dies
- die Natriumkanalwege,
- die Untereinheit SCN1A,
- eine assoziierte Untereinheit SCN1B vom Vorherigen,
- ein GABA-Rezeptor,
- die weitere Untereinheit GABRG2,
- und ein weiteres mit dem Kalziumkanal verwandtes Gen, das PCDH19, das auch als Epilepsie weiblich mit geistiger Behinderung bekannt ist. Die Penetranz für diese Störung wird auf ca. 60 % geschätzt.

## Anzeichen und Symptome
Personen mit GEFS+ zeigen eine Reihe von unterschiedlichen Anfallsarten bzw. Epilepsiephänotypen. Dazu gehören fieberhafte Anfälle, die mit dem 6. oder 7. Lebensjahr enden, und solche Anfälle, die über das 7. Lebensjahr hinausgehen und fieberhafte tonisch-klonische Anfälle, myoklonische Anfälle, myoklonische Anfälle usw. umfassen können, dazu auch Absencen, atonische Anfälle und myoklonisch-astatische Epilepsie. Einzelpersonen können sich auch mit SMEI zeigen, gekennzeichnet durch allgemein tonisch-klonische Anfälle, gestörte psychomotorische Entwicklung, myoklonische Anfälle, Ataxie und schlechtes Ansprechen auf viele Antikonvulsiva.

## Therapie
Die Langzeitbehandlung erfolgt mit krampflösenden Medikamenten, hauptsächlich Valproat, Stiripentol, Topiramat, Levetiracetam oder Clobazam. In bestimmten Fällen hat sich auch eine ketogene Ernährung als nützlich erwiesen.
Die Behandlung von Durchbruchkrämpfen erfolgt durch Benzodiazepine wie Midazolam.